# Clorat de sodiu
Cloratul de sodiu este un clorat, un compus anorganic cu formula NaClO3, fiind sarea de sodiu a acidului cloric. În forma sa pură, este o substanță cristalină albă, higroscopică, ușor solubilă în apă. Câteva sute de milioane de tone sunt produse anual, în majoritate pentru folosirea compusului în procesul de înălbire a hârtiei.

## Obținere
La nivel industrial, cloratul de sodiu este obținut prin electroliza unei soluții de clorură de sodiu la temperatură:
{\displaystyle {\ce {{NaCl}+ {3 H2O}-> {NaClO3}+ {3 H2}}}}
Această reacție are loc la o temperatură de aproximativ 70 grade Celsius, iar pH-ul trebuie să fie scăzut. În alte condiții de temperatură sau de pH, o altă reacție are loc:
{\displaystyle {\ce {{2 NaCl}+ {H2O}-> {NaClO}+ {NaCl}+ {H2}}}}